# Талапкер (Костанайский район)
Талапкер (каз. Талапкер) — село в Костанайском районе Костанайской области Казахстана. Входит в состав Заречного сельского округа. Находится примерно в 19 км к югу от центра города Костаная. Код КАТО — 395431600.

## Население
В 1999 году население села составляло 332 человека (160 мужчин и 172 женщины). По данным переписи 2009 года, в селе проживало 346 человек (168 мужчин и 178 женщин).